# Phantasialand
Phantasialand är en nöjespark i Brühl i den tyska delstaten Nordrhein-Westfalen. Parken grundades 1967 av Gottlieb Löffelhardt och Richard Schmidt.